# 인해전술

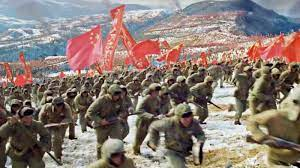
6.25 전쟁 당시 중국인민지원군 (태극기 휘날리며의 한 장면)

인해전술(人海戰術, 영어: human wave attack, human sea attack)은 공격적 보병 전술의 하나로서, 공격측이 수비측과 한데 뒤엉켜 전투 국면을 혼전 상태로 전환시켜 수비측을 제압할 목적으로, 병력의 압도적인 수적 우위를 이용한 밀집 보병 형태를 구축하여 적 전선을 향해 무방비 정면 공격을 가하는 것을 말한다.

## 정의
미국 육군 분석가  Edward C. O'Dowd에 따르면, 인해전술의 정의는 밀도 높게 밀집한 보병 대형이 방어 행위 또는 공격에 거슬리는 모든 행위를 시도하지 않고, 곧바로 적 전선을 향하여 정면 공격을 가하는 것이다. 인해전술의 목표는 곧, 최대한 많은 전투원을 최대한 짧은 시간 내에 적과 가깝게 접근시켜, 혼전 상황으로 전환되었을 때 공격측의 거대 물량에 대한 충격 효과로 인해 방어측이 붕괴하거나 후퇴하게 만드려는 전술이다.

## 특징
인해전술의 장점은 매우 많은 전투원을 한 곳에 최소한의 짧은 시간 안에 집중시키기 때문에, 공격측이 제대로 대항하지 못하고 후퇴하게 만들 수 있다는 장점이 있다. 하지만 소총 등이 주요 무기였던 예전과 달리 현대전에서는 자동화기, 대포, 군용 항공기와 같은 근대적 무기 체계를 상대로 하기 때문에 인해전술은 극도로 위험한 전술이며, 그 압도적 화력에 맞서 엄청난 희생을 낼 수 있다. 이 때문에 현대전의 전쟁터에서 인해전술이 성공하기 위해서는 가능한 한 많은 전투원을 최소한 짧은 시간 안에 돌격시켜, 공격측이 근접 혼전 사정거리에 도달할 때까지 충분한 전투원을 보존할 수 있게 하는 것이 매우 중요하다. 그러나 이는 공격측이 머릿수와 공격속도의 대가로 엄폐성을 희생해야 함을 의미한다. 인해전술은 접근 혼전 상황에 의존하기 때문에 공격측의 조직성이나 훈련도와는 큰 상관이 없다고 여기기 쉬우나, 사실은 공격자들을 적의 화력 전면으로 몰아넣기 위한 용기, 압박, 단결심을 필요로 한다. 이 맹점으로 인해 인해전술은 보통 공격측의 전술 훈련 또는 화력이 부족할 때, 부하들에 대한 동기부여와 통제만을 이용해 사용하는 전술이다. 인해전술은 병력의 수로만 몰아붙이는 전술이기 때문에 아군의 희생이 매우 큰 전술이라고 생각할 수 있다. 하지만, 인해전술은 곧 아군의 희생을 줄일 수 있는 전술이라는 것이 란체스터 법칙에 의해 수학적으로 증명된다. 란체스터 법칙에서는 원거리에서 조건이 동일하다고 가정하고 두 편이 붙었을 때 단위 시간당 피해자의 수는 현 병력비의 제곱의 반비례라고 한다. 즉, 병력 수가 많으면 많을수록 두 편이 맞붙었을 때에 피해자의 수는 훨씬 더 적어진다는 것이다.

## 인해전술 사례

### 의화단 운동 (의화단의 난)
인해전술은 중국 의화단 운동 때 사용됐다. 의화단 반군은 시모어 원정과 랑팡 전투에서 팔국 연합군을 상대로 인해전술을 사용했다. 근접 무기로만 무장한 의화단은 랑팡에서 소총과 기관총으로 무장한 연합군을 인해전술을 사용한 공격으로 직접 돌격했고 톈진-랑팡 철도를 파괴해 후퇴를 막았다. 의화단은 죽음에 대한 두려움이 없음을 나타내는 인해전술을 사용해 연합군을 끈질기게 공격하고, 근접 전투에 참여시킴으로써 연합군을 심각한 정신적 스트레스에 빠뜨렸다. 의화단의 폭죽을 이용한 총격으로 인해 연합군은 큰 손실을 입었다. 프랑스군과 영국군이 랑팡에서 구출할 때까지 연합군은 거의 무너질 지경이었다.

### 러일 전쟁
1904년 8월 1일부터 1905년 1월 2일까지 진행된 포트 아서 공성전 동안, 일본군은 러시아 포병과 기관총병들을 상대로 인해전술을 사용했다. 일본군은 이 전술으로 불리한 지형에서 싸웠음에도 불구하고 러시아에 막대한 사상자를 냈다.

### 스페인 내전
1936년 7월 17일부터 1939년 4월 1일까지 진행된 스페인 내전동안 스페인 공화국 세력은 스페인 국민전선과 군부세력을 상대로 인해전술을 사용했다 . 아프리카 군단이 주축이된 4만명의 프랑코파 군대를 상대로 공화국 세력은 분투하였으나 병력과 무기에서 절대적으로 수세에 몰려있던 공화국 세력은 결국 패배했다.

### 소련의 붉은 군대
소련의 붉은 군대는 백군을 지원하는 러시안 주둔 미군을 상대로 인해전술을 사용했다.  또한, 나치 독일군을 상대한 스탈린그라드 전투에서도 인해전술을 사용했다.

### 일본 제국 육군
일본 제국 육군은 인해전술을 주로 사용하는 군대로 유명했다. 인해전술을 사용하는 특수부대도 만들었었다. 일본 제국 육군은 주로 러일전쟁에서 이 전술을 사용했는데 제대로 훈련된 일본군은 훈련이 잘 되어있지 않고 기관총과 같은 자동화기가 많지 않은 적과 싸워 승리를 거뒀다.

### 중국 인민해방군
6.25전쟁 당시 중국 인민 해방군은 인해전술을 사용했다. 중국 인민 해방군은 적 방어선의 가장 약한 지점을 상대로 좁은 부분에 수많은 병력을 투입시켰다.  중국 인민 해방군은 수류탄에 당하지 않기 위해 기어가서 적 방어선에 기습 공격을 가해 최대의 충격과 혼란을 주었다. 중공군이 사용한 인해전술은 체계적이었다. 먼저, 중공군의 첫 공격이 적 방어선을 뚫지 못하면 더욱 많은 병력이 추가적으로 투입되면서 적 방어선이 뚫릴때까지 같은 지점을 공격했다. 적 방어선이 수에 밀려 더 이상 버티지 못하고 뚫리면 그 지점으로 들어가 적의 후방에서 공격을 개시했다. 중공군은 공격 시에 지형을 사용해 자신을 위장하여 UN 방어군이 방어하기 힘들게 했다. 중공군의 이러한 전술은 UN군에게 크나큰 충격을 주었고 사람으로 만들어진 파도라는 뜻의 "인해"라는 수식어를 낳았다. 미 육군 역사가 Roy Edgar Appleman에 따르면, 인해라는 수식어는 미군이 전선에서 압도적인 중공군에 의해 공격받았다는 사실을 알리기 위해 언론인들과 군인들에 의해 만들어진 수식어이다. 중공군이 사용했던 인해전술은 3-3 화력조 전술이라고도 불린다. 이 전술에서는 3명이 한 화력조를 구성하고 3개의 화력조가 1개의 분대를 구성한다. 대략 50명 정도로 구성된 소대는 이 화력조를 3개의 열로 구성하여 한 지점을 공격할 때 양쪽에서 동시에 공격하는 전술을 사용했다. 이 전술로 인해 두만강과 압록강까지 전진하려던 한국군과 UN군은 중공군에게 큰 피해를 입고 한강 이남까지 후퇴하게 된다.

## 참고 문헌
- Appleman, Roy (1990), Escaping the Trap: The US Army X Corps in Northeast Korea, 1950, College Station, TX: Texas A and M University Military History Series, 14, ISBN 0-89096-395-9
- O'Dowd, Edward C. (2007), Chinese Military Strategy in the Third Indochina War, New York, NY: Routledge, ISBN 978-0-415-41427-2
- Roe, Patrick C., The Dragon Strikes, Novato, CA: Presidio, ISBN 0-89141-703-6
- 박태균(2013), 한국전쟁

## 같이 보기
- 수적 우위(數的 優位, numerical superiority)